# Ferrovia Firenze-Lucca
La ferrovia Firenze-Lucca è una linea ferroviaria che congiunge Firenze con Lucca, toccando Pistoia e Prato. Il tratto tra Firenze e Pistoia venne chiamato ferrovia Maria Antonia in onore di Maria Antonia di Borbone; successivamente proseguì fino a Lucca, a sua volta collegata con Pisa (ferrovia Lucca-Pisa), con Viareggio (ferrovia Lucca-Viareggio) e con Aulla (ferrovia Lucca-Aulla), mentre una diramazione collega Pistoia con Bologna (ferrovia Porrettana).

## Storia
Il giovane Leopoldo II era un sovrano attento agli sviluppi della tecnica, così pur lasciando l'iniziativa al capitale privato, favorì la nascita delle ferrovie.

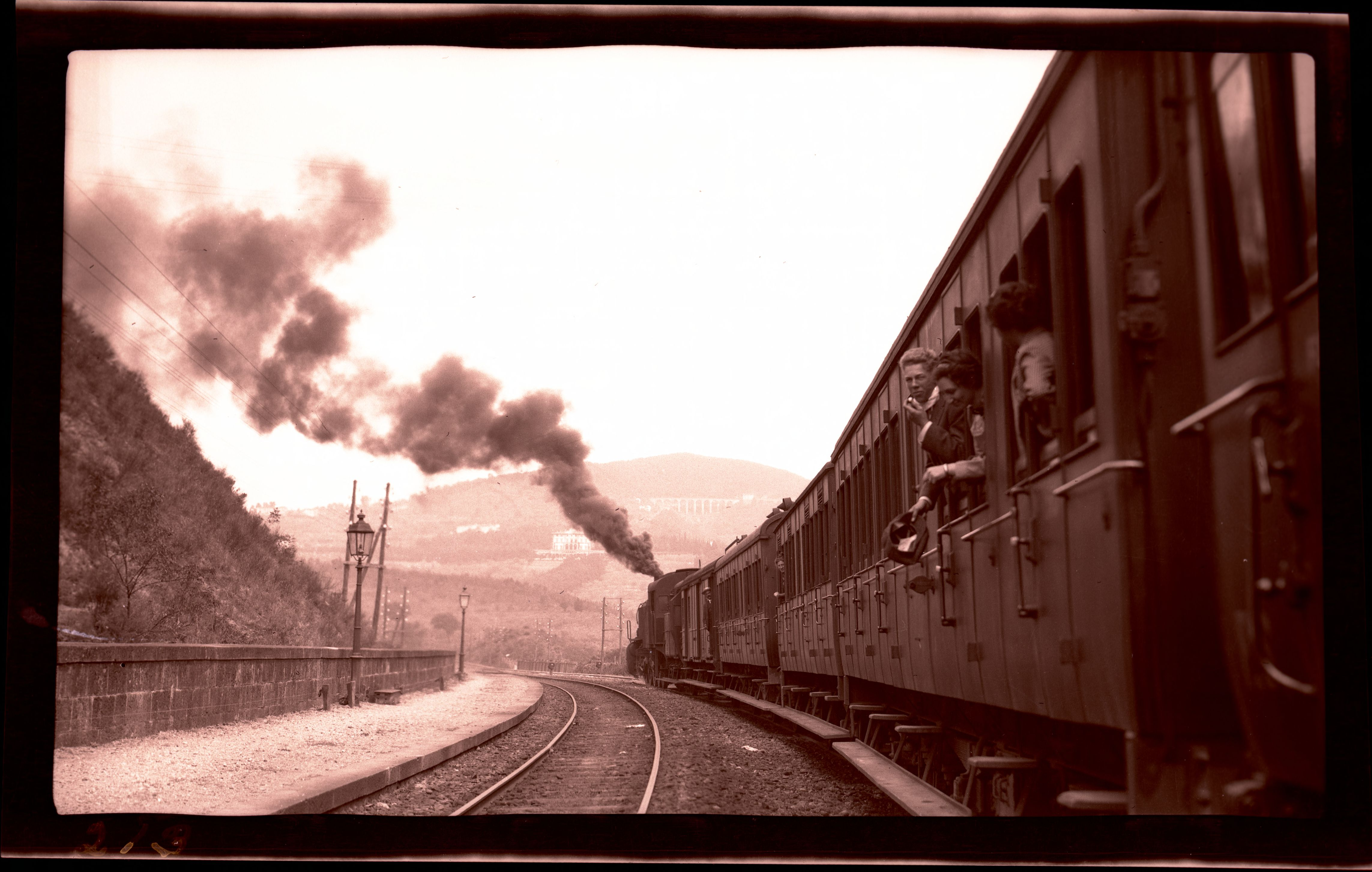
Foto della ferrovia Firenze-Lucca nel 1913

Secondo linee politiche consolidate fin dal tempo della dinastia medicea si decise innanzitutto di realizzare la linea denominata, in onore del sovrano, Leopolda. Questa ferrovia congiungeva e congiunge tuttora Livorno a Firenze. Il tracciato passa per Empoli, Pontedera e Pisa. In tal modo le popolose città di Prato e Pistoia restavano momentaneamente escluse dallo sviluppo delle infrastrutture di trasporto su ferro.
La politica granducale, tendente a relegare a un ruolo secondario il bacino pedemontano posto a valle dell'Appennino, era dovuta essenzialmente al fatto che lungo questa direttrice era impossibile collegare la capitale con la costa senza attraversare uno Stato estero, ovvero il Ducato di Lucca.
Il governo lucchese valutò comunque necessario che lo Stato si dotasse delle ferrovie. Il Duca Carlo Ludovico di Borbone, nel 1844, decise quindi la costruzione di strade ferrate internazionali, che mettessero in comunicazione Lucca con il Ducato di Modena e il Granducato di Toscana. Fu così realizzata la Lucca-Pisa. Contemporaneamente veniva costruita la monumentale stazione di Lucca. La decisione del Duca prevedeva anche una strada ferrata per Firenze attraverso Pistoia e Prato. Questo produsse l'inizio di negoziati con il Granducato di Toscana che condussero, nel 1845 alla pubblicazione del Manifesto e statuti della società anonima per la costruzione della strada ferrata Maria Antonia da Firenze a Pistoia per Prato. A Lucca veniva costituita analoga società che si sarebbe occupata di realizzare il tratto tra la capitale del piccolo Ducato, la Valdinievole e Pistoia.
| Tratta                                                      | Inaugurazione    |
| ----------------------------------------------------------- | ---------------- |
| Firenze-Prato                                               | 3 febbraio 1848  |
| Lucca-Altopascio                                            | 14 giugno 1848   |
| Altopascio-Montecarlo                                       | 16 luglio 1848   |
| Montecarlo-Pescia                                           | 26 dicembre 1848 |
| Prato-Pistoia                                               | 12 luglio 1851   |
| Pescia-Montecatini Terme                                    | 1º luglio 1853   |
| Montecatini Terme-Pieve a Nievole                           | 23 giugno 1856   |
| Pieve a Nievole-Serravalle Ponente                          | 6 giugno 1857    |
| Pistoia-Serravalle Levante                                  | 6 giugno 1857    |
| Serravalle Ponente-Serravalle Levante (galleria Serravalle) | 3 febbraio 1859  |

Già nel 1848 venne inaugurata la tratta Firenze-Prato, assieme alla stazione Maria Antonia, e nel 1851 fu raggiunta Pistoia. Nel 1859 Pistoia fu raggiunta dalla linea Lucchese, rendendo di fatto percorribile una nuova tratta Firenze-Pisa via Pistoia-Lucca.
Da notare che la linea Maria Antonia e la linea Leopolda rimasero separate in Firenze, nonostante le rispettive stazioni distassero poco più di un chilometro, fino al 1860; furono invece congiunte via Lucca-Pisa.
La Maria Antonia propriamente detta è ingegneristicamente molto semplice, priva di opere degne di nota e totalmente pianeggiante fino a Pistoia. Più complesso il tratto verso la Valdinievole e la Lucchesia che richiese la realizzazione della galleria di Serravalle.
Nonostante l'annessione di Lucca alla Toscana e la successiva unità nazionale la ferrovia, nel complesso, rimase sempre secondaria rispetto a quella del Valdarno. Nel 1864, con l'inaugurazione della Porrettana, le cose parvero cambiare in quanto la linea divenne parte integrante dell'asse Bologna-Firenze.
Nel 1934 l'inaugurazione della direttissima Firenze-Bologna, innestata a Prato alla Maria Antonia, relegò nuovamente a un ruolo secondario la tratta Prato-Pistoia e il proseguimento per Lucca, nonché la stessa Porrettana. Il 21 aprile dello stesso anno, giorno dell'inaugurazione della Ferrovia Bologna-Firenze, venne anche inaugurata l'elettrificazione tra Firenze e Prato, ottenuta mediante l'adattamento del vecchio sistema trifase all'attuale a 3000 V cc. 
L'elettrificazione della tratta Prato-Pistoia, ottenuta anch'essa mediante l'adattamento del vecchio sistema trifase, venne messa in esercizio il 15 maggio 1935.
Il 2 ottobre 1960 venne attivato l'esercizio a trazione elettrica della tratta da Pistoia a Lucca.
Tra il 1980 e il 1990 la tratta tra Firenze e Prato venne quadruplicata e inaugurata in due tronchi: il 29 maggio 1988 venne inaugurata la tratta tra Prato e Sesto Fiorentino e il 7 maggio 1990 quella tra Sesto Fiorentino e Firenze Castello. Nell'ambito dei lavori di quadruplicazione vennero realizzate tre nuove fermate: Zambra, Pratignone e  Il Neto. 
Nel 2009 si sono conclusi i lavori di innesto alla linea originale del nuovissimo tracciato AV Firenze-Bologna, che ha comportato l'esclusione di Prato, in quanto la nuova tratta si collega al percorso originario in prossimità di Firenze Castello.

### Potenziamenti infrastrutturali
Firenze-Prato
Rappresenta la tratta più ammodernata dell'intero tracciato in quanto, oltre ad esser la prima ad aver avuto il raddoppio del tracciato, è stata quadruplicata tra il 1980 e il 1990. Lunga circa 16 km, è la tratta con il minor tempo di percorrenza soprattutto per via delle alte velocità consentite dalla linea, comprese in alcuni tratti tra i 170 e i 180 km/h. Nonostante tutti i quattro binari siano fruibili dai treni verso Pistoia e Lucca, i primi due binari appartengono alla Ferrovia Bologna-Firenze (direttissima) e sono raggiungibili provenendo o dirigendosi da/per Pistoia solo mediante scambi posti rispettivamente a Prato Centrale e Firenze Castello. Le uniche stazioni che permettono la fermata in tutti i quattro binari sono stazione di Prato Centrale, stazione di Sesto Fiorentino, stazione di Firenze Castello e Firenze Rifredi. 
Prato-Pistoia
La tratta, totalmente pianeggiante e lunga 17 km, è a doppio binario. Nonostante consenta velocità alte (fino a 150 km/h) in alcuni punti tra Montale-Agliana e Pistoia sono presenti ancora alcuni passaggi a livello.  
Pistoia-Lucca
È il tratto più problematico, in quanto ancora interamente a binario unico e di conseguenza, il più bisognoso di ammodernamento.
Il 17 novembre 2008 è stato approvato il piano per il raddoppio dell'intero segmento ferroviario, con un costo totale di 257 milioni di euro, ed avanzamento dei lavori diviso in due fasi:
1. raddoppio del tratto Pistoia-Montecatini Terme e realizzazione di una nuova galleria a 2 binari per l'attraversamento del valico di Serravalle, con conseguente dismissione di quella attuale a binario unico.
2. raddoppio del tratto Montecatini Centro-Lucca

I lavori della prima tratta, lunga quasi 13 km, sono iniziati nel 2015, e dovevano essere terminati secondo le prime previsioni entro il 2019. I cantieri sono però proseguiti a rilento, incontrando oltretutto problemi notevoli in fase di realizzazione della nuova galleria di Serravalle. Tali problemi sono dovuti alla franosità del terreno attraversato e alla presenza di case nella collina attraversata dalla sopracitata galleria, che hanno portato alla sospensione dei lavori nel 2021. In seguito ad un acceso dibattito su come la vicenda dovesse essere risolta alla fine RFI ha acquisito nel 2022, sotto mediazione del Comune di Serravalle Pistoiese, le case lesionate dai lavori, facendo riprendere i lavori nel 2023. La nuova galleria, l'unica di tutta la linea e lunga 1670 m, è stata terminata solo nel novembre 2023, facendo porre così la probabile data di attivazione del nuovo binario alla fine del 2024. Durante tutte le estati degli anni in cui si sono svolti i lavori, con periodi variabili in base alle esigenze di RFI, la tratta è stata sospesa e sostituita con corse percorrenti l'Autostrada A11.
La realizzazione del raddoppio della seconda tratta è stata invece sempre oggetto di controversie e dibattiti, a tutt'oggi ancora irrisolti. Il 28 maggio 2015 si è tenuta presso il Comune di Lucca la presentazione del progetto di raddoppio, durante la quale sono stati affidati i lavori del primo lotto, ed è stato stilato il cronoprogramma dell'opera. Al settembre 2015 risale la progettazione esecutiva, mentre i lavori sono iniziati a gennaio 2016. Secondo i programmi, nel 2017 sarebbero dovuti iniziare i lavori relativi al tratto per Lucca, con termine fissato per il 2020, anche se la Rete ferroviaria italiana contava di finire tutto entro il 2019.
Per il 2024 era prevista la realizzazione di tutto il tratto verso Lucca, stante trovare una soluzione ai vari problemi esistenti  (sopraelevazioni, espropri, ed attraversamenti di zone densamente urbanizzate), ma a tale data i lavori da Montecatini verso Lucca non sono cominciati, mentre rimane la questione dell'attraversamento a doppio binario di Montecatini, per cui il comune non ha ancora deciso e per cui pare non esista nemmeno un progetto, e della frazione Santa Lucia del comune di Uzzano, che pare rimarrà attraversata da un solo binario. È probabile che RFI lascerà il binario unico tra Montecatini e Pescia, limitandosi solo all'aggiornamento tecnologico del tratto e al suo miglioramento infrastrutturale. Per la ferrovia tra Pescia e Lucca al gennaio 2022 erano pronti i progetti definitivi, che mancavano solo dell'approvazione.

## Caratteristiche
| Head station |

| Unknown route-map component "CONTgq" | Junction both to and from right |  |

| Station on track |

|  | Junction both to and from left | Unknown route-map component "CONTfq" |

| Station on track |

| Unknown route-map component "CONTgq" | Unknown route-map component "ABZgr" |  |

| Stop on track |

| Unknown route-map component "HSTeBHF" |

| Stop on track |

| Unknown route-map component "SKRZ-Au" |

| Stop on track |

| Stop on track |

|  | Unknown route-map component "ABZg+l" | Unknown route-map component "KINTeq" |

| Station on track |

| Unknown route-map component "CONTgq" | Unknown route-map component "ABZgr" |  |

| Small bridge over water |

| Stop on track |

| Stop on track |

| Unknown route-map component "HSTeBHF" |

| Station on track |

| 33+440 |
| 0+000  |

| Unknown route-map component "CONTgq" | Unknown route-map component "ABZgr" |  |

|  | Unknown route-map component "ABZgl" | Unknown route-map component "KINTeq" |

| Small bridge over water |

| Unknown route-map component "HSTeBHF" |

|  | Unknown route-map component "eABZg2" | Unknown route-map component "exSTRc3" |

|  | Unknown route-map component "tSTRa" + Unknown route-map component "exSTRc1" | Unknown route-map component "exSTR+4" |

|  | Unknown route-map component "tSTR" | Unknown route-map component "exTUNNEL1" |

|  | Unknown route-map component "tSTRe" + Unknown route-map component "exSTRc2" | Unknown route-map component "exSTR3" |

|  | Unknown route-map component "eABZg+1" | Unknown route-map component "exSTRc4" |

| Small bridge over water |

| Unknown route-map component "eBHF" |

| Station on track |

| 12+975 |
| 12+870 |

| Stop on track |

| Station on track |

| Small bridge over water |

| Station on track |

| Small bridge over water |

| Station on track |

| Station on track |

| Station on track |

|  | Unknown route-map component "ABZgl" | Unknown route-map component "KINTeq" |

| Station on track |

| Unknown route-map component "CONTgq" | Unknown route-map component "ABZg+rxl" | Unknown route-map component "exCONTfq" |

| Station on track |

| Continuation forward |

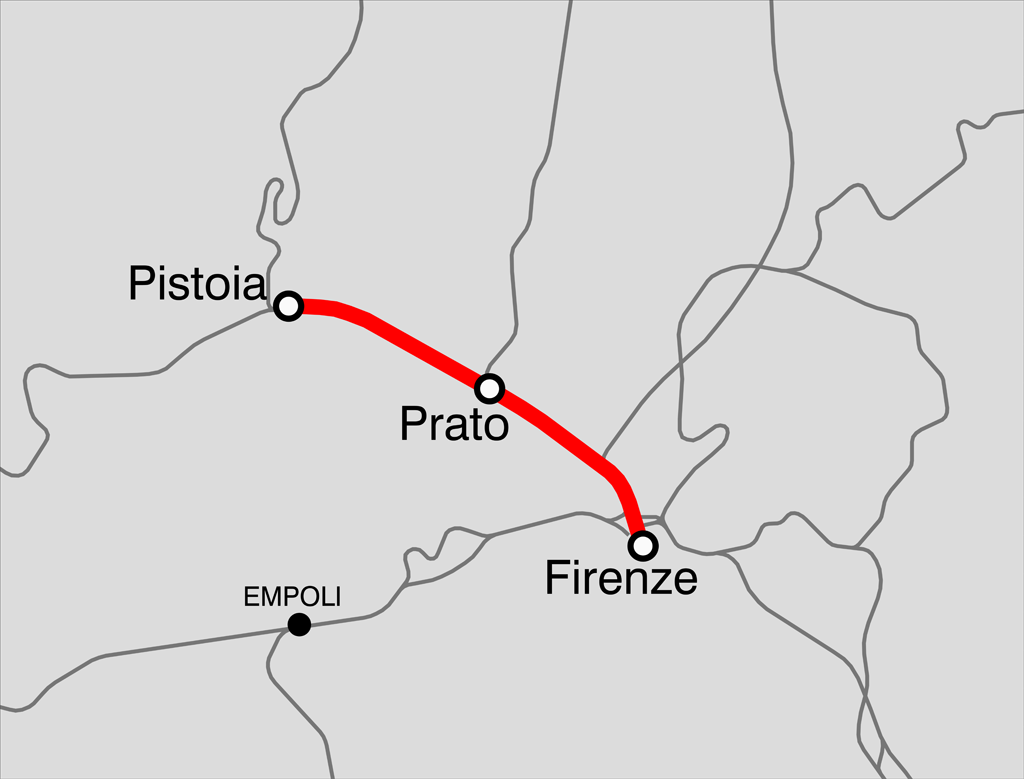
Il tratto tra Firenze e Pistoia (ferrovia Maria Antonia), 33 km

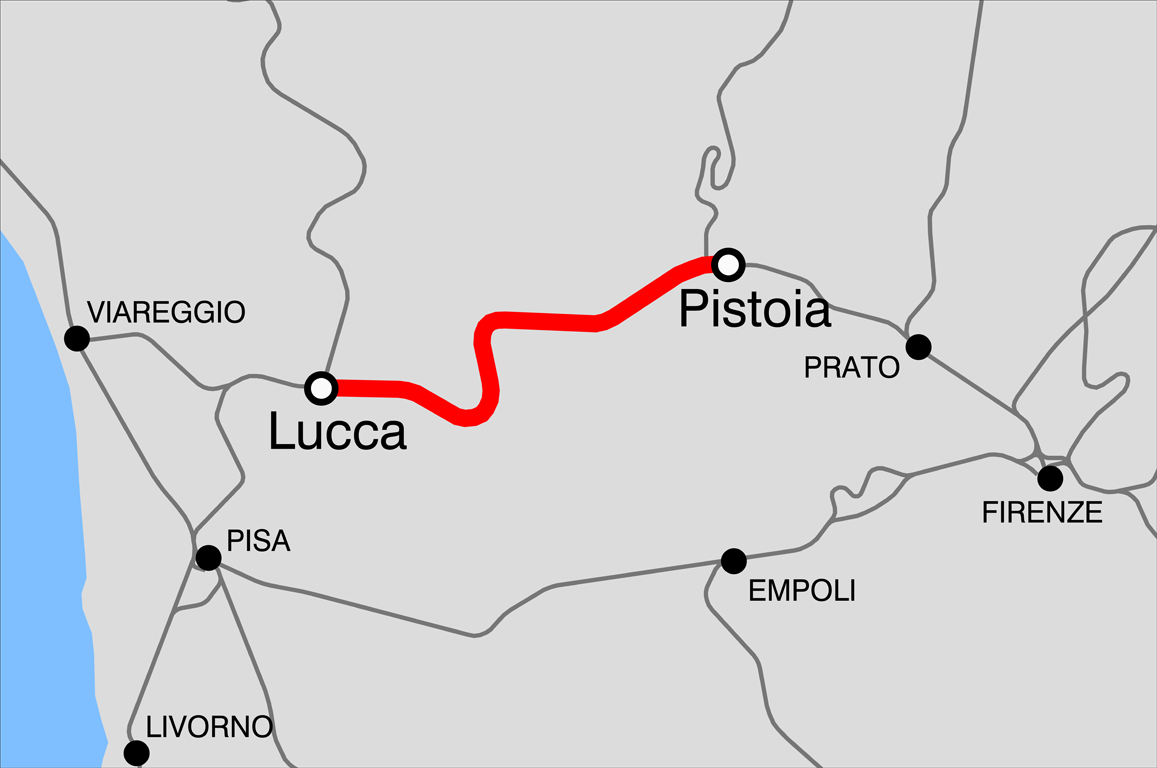
Il tratto tra Pistoia e Lucca, 43 km

La linea, quasi tutta pianeggiante e priva di tratte acclivi, è priva di passaggi a livello da Firenze a Montale-Agliana (26 km), e consente alte velocità di percorrenza fino a Pistoia. La tratta ancora a binario unico è invece più problematica, pur essendo orograficamente semplice, e presenta numerosi attraversamenti a raso di abitati, spesso anche molto popolosi, ed è stata nel tempo circondata da case ed abitati, rendendo difficile il potenziamento e il raddoppio. Ne consegue quindi una evidente spaccatura in due della ferrovia: la tratta fino a Pistoia è avanzata e moderna, con frequenze dei treni molto elevate, mentre quella fino a Lucca è enormemente più arretrata e ormai vetusta, con frequenti problemi e corse molto più diradate.
Fino all'attivazione nel 2005 del Memorario la linea non aveva orari cadenzati, mentre da tale anno sono presenti corse fisse presenti nell'arco di quasi tutta la giornata (circa dalle 6 alle 22), che hanno agevolato anche l'interscambio tra i treni dotate di doppio binario. La linea è generalmente percorsa da 4 treni ogni ora fino a Pistoia, di cui 2 proseguono fino a Lucca e uno fino a Viareggio: quello che percorre i 96 km che separano Firenze da Viareggio è assimilabile ad un regionale veloce ed è quello che effettua meno fermate, l'altro che percorre la linea fino a Lucca effettua poche fermate fino a Pistoia, fermando poi in tutte le stazioni da Pistoia a Lucca. Gli altri due treni, percorrenti invece i soli 34 km che separano Firenze da Pistoia, effettuano tutte le fermate, l'uno attestando a Firenze Santa Maria Novella, l'altro innestandosi sulla linea di cintura in direzione della linea Firenze-Roma.